# Salsola papillosa
Salsola papillosa là loài thực vật có hoa thuộc họ Dền. Loài này được (Coss.) Willk. miêu tả khoa học đầu tiên năm 1852.